# همه‌چیز
هرچیز همه آن چیزهایی را شامل میشود که وجود دارند و متضاد و مکمل هیچ محسوب میشود. گاهی منظور از هر چیز تمامی عناوینی است که به یک مسئله مورد بحث مربوط میشوند و هنگامی که هیچ مرز و محدوده ای برای آن تعریف نشده است به عنوان سور عمومی به کار گرفته میشود. در برخی موارد گیتی را به معنی هر آنچه وجود دارد در نظر میگیرند.